# Treitschke-Baumgarten-Kontroverse
Die Treitschke-Baumgarten-Kontroverse war ein Historikerstreit im späten 19. Jahrhundert, bei dem es darum ging, inwiefern Historiographie objektiv und wahrheitssuchend zu sein hatte oder tendenziös und parteiisch sein durfte.

## Hintergrund und Verlauf der Kontroverse
Der tonangebende Historiker des Wilhelminischen Deutschland, Heinrich von Treitschke, hatte eine Deutsche Geschichte im Neunzehnten Jahrhundert (5 Bände, Leipzig 1879–1894) geschrieben, die in ihrer Tendenz ganz auf das Telos der nationalen Einheit unter preußischer Ägide ausgerichtet war. Während, so Treitschke, die Hohenzollern seit Mitte des 17. Jahrhunderts bewusst auf die Befreiung Deutschlands von Fremdherrschaft und Kleinstaaterei hin gearbeitet hätten, sah er in Österreich, England, dem Judentum und dem süddeutschen Liberalismus die wichtigsten Gegner der deutschen Einheit. Das Erscheinen des zweiten Bandes dieses Werkes im Jahre 1882 löste eine heftige publizistische Kontroverse aus, an der sich die führenden Vertreter der deutschen Geschichtswissenschaft beteiligten.
Den Anfang machte der Straßburger Geschichtsprofessor Hermann Baumgarten, der die tendenziöse Grundkonzeption des Werkes in drei Artikeln in der Allgemeinen Zeitung auf prinzipieller Basis angriff und darüber hinaus die dürftige Archivarbeit Treitschkes beanstandete. Während liberale Historiker wie der Zürcher Professor Alfred Stern und der Gymnasiallehrer Konstantin Bulle aus Bremen auf Seiten Baumgartens in den Streit eingriffen, erhielt Treitschke Unterstützung von national-konservativen Historikern, u. a. von dem Heidelberger Professor Bernhard Erdmannsdörffer, dem Tübinger Historiker Gottlob Egelhaaf und dem Rezensenten der Deutschen Rundschau Paul Bailleu (1853–1922). Auch Heinrich von Sybel, der als Begründer und Herausgeber der Historischen Zeitschrift eine einflussreiche und mächtige Position innerhalb der institutionalisierten Geschichtswissenschaft innehatte, teilte Treitschkes Auffassung von Historiographie. Baumgarten wurde in der Historischen Zeitschrift als isolierter und arroganter Besserwisser dargestellt und so seine Isolierung vorangetrieben. Im Januar 1884 wurden Treitschke mit der Verleihung des wohl bedeutendsten Historikerpreises des Kaiserreiches, des Verdun-Preises, die offiziellen Weihen der Wilhelminischen Geschichtswissenschaft zugesprochen. Heinrich von Sybel hatte das Gutachten ausgearbeitet, das der Verdun-Kommission zur Entscheidungsfindung vorgelegt wurde. Die Treitschke-Baumgarten-Kontroverse wurde nicht aus einer inhaltlichen Debatte heraus, sondern durch die Verleihung des Verdun-Preises zugunsten Treitschkes entschieden und stellte eine schwere Niederlage für den Liberalismus dar.

## Quelle
- Hermann Baumgarten: Treitschke’s Deutsche Geschichte. 3. Aufl. Trübner Verlag, Straßburg 1883.